# Мохамед Шаїб
Мохамед Шаїб (араб. محمد شعيب, нар. 20 травня 1958) — алжирський футболіст, що грав на позиції захисника.
Виступав за клуб «РШ Куба», а також національну збірну Алжиру.

## Клубна кар'єра
У дорослому футболі дебютував 1981 року виступами за команду клубу «РШ Куба», кольори якої і захищав протягом усієї своєї кар'єри гравця і у 1981 році став чемпіоном країни та володарем Суперкубка Алжиру.

## Виступи за збірну
1979 року дебютував в офіційних матчах у складі національної збірної Алжиру. Протягом кар'єри у національній команді, яка тривала 8 років, провів у формі головної команди країни 70 матчів.
У складі збірної був учасником чемпіонату світу 1986 року у Мексиці, проте на поле не виходив. Також у її складі став бронзовим призером Кубка африканських націй 1984 року і учасником Кубка африканських націй 1986 року.

## Титули і досягнення
- Чемпіон Алжиру: 1980/81
- Володар Суперкубка Алжиру: 1981
- Володар Кубка африканських націй (U-21): 1979
- Бронзовий призер Кубка африканських націй: 1984, 1988